# Euroliga 2022-23
La temporada 2022-23 de la Turkish Airlines EuroLeague (la máxima competición de clubes de baloncesto de Europa) es la 23.ª edición de la Euroliga de baloncesto, organizada por la Euroleague Basketball y la duodécima bajo el patrocinio comercial de Turkish Airlines. Incluyendo la competición previa de la Copa de Europa de la FIBA, es la 66.ª edición de la máxima competición del baloncesto masculino de clubes europeos.
La temporada comenzó el 6 de octubre de 2022 y finalizó el 21 de mayo de 2023. El Real Madrid se coronó campeón tras vencer a Olympiakos B. C.  Por un resultado de 78-79.

## Equipos
Un total de dieciocho equipos participan esta temporada. Las etiquetas en los paréntesis muestran cómo cada equipo se ha clasificado. Doce equipos ya estaban clasificados como clubes con una licencia, mientras que cinco están como clubes asociados, basado en sus méritos.
- EC: clasificado como campeón de la EuroCup.
- WC: tarjeta de invitación.

| Barcelona        | Olympiacos     | Anadolu Efes  | Žalgiris    |
| Baskonia         | Panathinaikos  | Fenerbahçe    | Real Madrid |
| Maccabi Tel Aviv | Olimpia Milano | Bayern Múnich | LDLC ASVEL  |

| ALBA Berlín (WC)     | Mónaco (EC)      | Virtus Bolonia (EC) | Crvena zvezda (ABA) |
| Valencia Basket (WC) | KK Partizan (WC) |                     |                     |

## Sedes y localización
| Equipo                   | Ciudad       | Pabellón                       | Capacidad    |
| ------------------------ | ------------ | ------------------------------ | ------------ |
| ALBA Berlín              | Berlín       | Mercedes-Benz Arena            | 14 500       |
| Anadolu Efes             | Estambul     | Sinan Erdem Dome               | 16 000       |
| Barcelona                | Barcelona    | Palau Blaugrana                | 7 585        |
| Bayern Múnich            | Múnich       | Audi Dome                      | 6 700        |
| Cazoo Baskonia           | Vitoria      | Buesa Arena                    | 15 504       |
| Crvena Zvezda            | Belgrado     | Aleksandar Nikolić Hall        | 8 000        |
| EA7 Emporio Armani Milan | Milán        | Mediolanum Forum               | 12 700       |
| Fenerbahçe               | Estambul     | Ülker Sports Arena             | 13 059       |
| LDLC ASVEL               | Villeurbanne | Astroballe                     | 5 556        |
| Maccabi Tel Aviv         | Tel Aviv     | Menora Mivtachim Arena         | 10 383       |
| AS Mónaco                | Mónaco       | Salle Gaston Médecin           | 5 000        |
| Olympiacos               | El Pireo     | Estadio de la Paz y la Amistad | 11 640       |
| Panathinaikos            | Atenas       | O.A.K.A.                       | 18 989       |
| Partizan Mozzart Bet     | Belgrado     | Štark Arena                    | 18 386       |
| Real Madrid              | Madrid       | WiZink Center                  | 15 000       |
| Valencia Basket          | Valencia     | La Fonteta / La Nova Fonteta   | 9 000/15.000 |
| Virtus Segafredo Bolonia | Bolonia      | Segafredo Arena                | 9 980        |
| Virtus Segafredo Bolonia | Bolonia      | PalaDozza                      | 5 570        |
| Žalgiris                 | Kaunas       | Žalgirio Arena                 | 15 415       |

### Cambios de entrenador
| Equipo           | Entrenador saliente | Forma de salida         | Fecha                   | Posición en tabla | Reemplazado con    | Fecha del acuerdo       |
| ---------------- | ------------------- | ----------------------- | ----------------------- | ----------------- | ------------------ | ----------------------- |
| Baskonia         | Neven Spahija       | Mutuo acuerdo           | 9 de junio de 2022      | Pretemporada      | Joan Peñarroya     | 13 de junio de 2022     |
| Valencia         | Joan Peñarroya      | Fichó por Baskonia      | 12 de junio de 2022     | Pretemporada      | Álex Mumbrú        | 13 de junio de 2022     |
| Panathinaikos    | Dimitris Priftis    | Fichó por Tofaş         | 16 de junio de 2022     | Pretemporada      | Dejan Radonjić     | 30 de junio de 2022     |
| Fenerbahçe       | Aleksandar Đorđević | Mutuo acuerdo           | 17 de junio de 2022     | Pretemporada      | Dimitrios Itoudis  | 19 de junio de 2022     |
| Maccabi Tel Aviv | Avi Even            | Fin de interinidad      | 19 de junio de 2022     | Pretemporada      | Oded Kattash       | 19 de junio de 2022     |
| Crvena zvezda    | Dejan Radonjić      | Fichó por Panathinaikos | 30 de junio de 2022     | Pretemporada      | Vladimir Jovanović | 8 de julio de 2022      |
| Real Madrid      | Pablo Laso          | Despedido               | 4 de julio de 2022      | Pretemporada      | Jesús Mateo        | 5 de julio de 2022      |
| Crvena zvezda    | Vladimir Jovanović  | Mutuo acuerdo           | 13 de noviembre de 2022 | 18.º (1-6)        | Duško Ivanović     | 14 de noviembre de 2022 |

### Árbitros
| Árbitro                | País                 | Desde (EL/EC) | Exp. (temporadas) hasta 22/23 |
| ---------------------- | -------------------- | ------------- | ----------------------------- |
| Gentian Cici           | Albania              | —             | —                             |
| Leandro Lezcano        | Argentina            | 2021          | 2                             |
| Nick van den Broeck    | Bélgica              | —             | —                             |
| Dragan Porobić         | Bosnia y Herzegovina | 2022          | 1                             |
| Denis Hadžić           | Croacia              | —             | —                             |
| Josip Radojković       | Croacia              | —             | —                             |
| Luka Kardum            | Croacia              | —             | —                             |
| Sreten Radović         | Croacia              | —             | —                             |
| Tomislav Hordov        | Croacia              | —             | —                             |
| Robert Vyklický        | Chequia              | 2003          | 20                            |
| Aare Halliko           | Estonia              | 2011          | 12                            |
| Rain Peerandi          | Estonia              | —             | —                             |
| Hugues Thépénier       | Francia              | 2018          | 5                             |
| Joseph Bissang         | Francia              | 2013          | 10                            |
| Maxime Boubert         | Francia              | 2021          | 2                             |
| Mehdi Difallah         | Francia              | 2017          | 6                             |
| Thomas Bissuel         | Francia              | 2022          | 1                             |
| Anne Panther           | Alemania             | 2016          | 7                             |
| Robert Lottermoser     | Alemania             | 2004          | 19                            |
| Steve Bittner          | Alemania             | 2021          | 2                             |
| Eduard Udyanskyy       | Reino Unido          | 2018          | 5                             |
| Elias Koromilas        | Grecia               | —             | —                             |
| Ioannis Foufis         | Grecia               | —             | —                             |
| Vasileios Pitsilkas    | Grecia               | 2021          | 2                             |
| Vasiliki Tsaroucha     | Grecia               | 2019          | 4                             |
| Adar Peer              | Israel               | 2021          | 2                             |
| Amit Balak             | Israel               | 2014          | 9                             |
| Noam Gordon            | Israel               | 2022          | 1                             |
| Seffi Shemmesh         | Israel               | 2014          | 9                             |
| Carmelo Paternicò      | Italia               | —             | —                             |
| Guido Giovannetti      | Italia               | 2021          | 2                             |
| Michele Rossi          | Italia               | —             | —                             |
| Kristaps Konstantinovs | Letonia              | —             | —                             |
| Oļegs Latiševs         | Letonia              | 2007          | 16                            |
| Artūras Šukys          | Lituania             | —             | —                             |
| Gytis Vilius           | Lituania             | 2018          | 5                             |
| Jurgis Laurinavičius   | Lituania             | —             | —                             |
| Igor Dragojević        | Montenegro           | —             | —                             |
| Miloš Koljenšić        | Montenegro           | —             | —                             |
| Jakub Zamojski         | Polonia              | 2015          | 8                             |
| Marcin Kowalski        | Polonia              | 2005          | 18                            |
| Piotr Pastusiak        | Polonia              | —             | —                             |
| Tomasz Trawicki        | Polonia              | —             | —                             |
| Fernando Rocha         | Portugal             | —             | —                             |
| Sérgio Silva           | Portugal             | —             | —                             |
| Ilija Belošević        | Serbia               | —             | —                             |
| Marko Juras            | Serbia               | 2007          | 16                            |
| Milivoje Jovčić        | Serbia               | —             | —                             |
| Uroš Nikolić           | Serbia               | —             | —                             |
| Uroš Obrknežević       | Serbia               | —             | —                             |
| Damir Javor            | Eslovenia            | 2007          | 16                            |
| Mario Majkić           | Eslovenia            | —             | —                             |
| Matej Boltauzer        | Eslovenia            | 2004          | 19                            |
| Milan Nedović          | Eslovenia            | —             | —                             |
| Saša Pukl              | Eslovenia            | 2001          | 22                            |
| Sašo Petek             | Eslovenia            | —             | —                             |
| Alberto Baena          | España               | 2022          | 1                             |
| Benjamín Jiménez       | España               | 2013          | 10                            |
| Carlos Cortés          | España               | 2013          | 10                            |
| Carlos Peruga          | España               | 2004          | 19                            |
| Daniel Hierrezuelo     | España               | 2001          | 22                            |
| Emilio Pérez Pizarro   | España               | —             | —                             |
| Jordi Aliaga           | España               | 2018          | 5                             |
| Juan Carlos García     | España               | 2009          | 14                            |
| Miguel Ángel Pérez     | España               | 2003          | 20                            |
| Saulius Račys          | Suecia               | —             | —                             |
| Sébastien Clivaz       | Suiza                | 2019          | 4                             |
| Emin Moğulkoç          | Turquía              | —             | —                             |
| Hüseyin Çelik          | Turquía              | —             | —                             |
| Sinan Isguder          | Turquía              | —             | —                             |
| Borys Ryzhyk           | Ucrania              | —             | —                             |

## Liga regular

### Clasificación
|                                            | Equipo                         | J  | G  | P  | PF   | PC   | DP   |
| ------------------------------------------ | ------------------------------ | -- | -- | -- | ---- | ---- | ---- |
| 1                                          | Olympiacos El Pireo            | 34 | 24 | 10 | 2857 | 2578 | 279  |
| 2                                          | FC Barcelona                   | 34 | 23 | 11 | 2723 | 2580 | 143  |
| 3                                          | Real Madrid                    | 34 | 23 | 11 | 2877 | 2666 | 211  |
| 4                                          | AS Mónaco                      | 34 | 21 | 13 | 2802 | 2749 | 53   |
| 5                                          | Maccabi Playtika Tel Aviv      | 34 | 20 | 14 | 2827 | 2743 | 84   |
| 6                                          | Partizan Mozzart Bet Belgrado  | 34 | 20 | 14 | 2877 | 2781 | 96   |
| 7                                          | Žalgiris Kaunas                | 34 | 19 | 15 | 2591 | 2626 | -35  |
| 8                                          | Fenerbahce Beko Estambul       | 34 | 19 | 15 | 2823 | 2745 | 78   |
| 9                                          | Cazoo Baskonia Vitoria-Gasteiz | 34 | 18 | 16 | 2919 | 2836 | 83   |
| 10                                         | Estrella Roja de Belgrado      | 34 | 17 | 17 | 2591 | 2613 | -22  |
| 11                                         | Anadolu Efes Estambul          | 34 | 17 | 17 | 2800 | 2736 | 64   |
| 12                                         | EA7 Emporio Armani Milán       | 34 | 15 | 19 | 2534 | 2611 | -77  |
| 13                                         | Valencia Basket                | 34 | 15 | 19 | 2756 | 2891 | -135 |
| 14                                         | Virtus Segafredo Bolonia       | 34 | 14 | 20 | 2644 | 2801 | -157 |
| 15                                         | ALBA Berlín                    | 34 | 11 | 23 | 2704 | 2851 | -147 |
| 16                                         | FC Bayern Múnich               | 34 | 11 | 23 | 2605 | 2739 | -134 |
| 17                                         | Panathinaikos Atenas           | 34 | 11 | 23 | 2649 | 2773 | -124 |
| 18                                         | LDLC ASVEL Villeurbanne        | 34 | 8  | 26 | 2527 | 2787 | -260 |
| Fuente: Euroliga; actualización automática |                                |    |    |    |      |      |      |

### Resultados
| Local \ Visitante         | BER    | EFS     | BAR   | BAY    | BKN   | CZV   | EAM    | FNB    | ASV     | MTA    | ASM    | OLY   | PAO    | PAR    | RMB    | VAL    | VIR    | ZAL   |
| ------------------------- | ------ | ------- | ----- | ------ | ----- | ----- | ------ | ------ | ------- | ------ | ------ | ----- | ------ | ------ | ------ | ------ | ------ | ----- |
| ALBA Berlin               | —      | 95–93   | 86–88 | 77–79  | 85–84 | 84–88 | 83–63  | 75–104 | 88–71   | 70–83  | 84–102 | 60–93 | 94–65  | 100–84 | 77–84  | 88–94  | 74–96  | 63–66 |
| Anadolu Efes              | 78–74  | —       | 96–86 | 81–89  | 78–83 | 72–59 | 89–69  | 79–88  | 78–72   | 64–86  | 87–72  | 82–71 | 88–69  | 84–97  | 90–89  | 91–92  | 86–67  | 80–70 |
| Barcelona                 | 72–56  | 75–80   | —     | 72–70  | 96–84 | 85–79 | 74–56  | 81–80  | 74–75   | 83–78  | 80–70  | 70–80 | 74–68  | 79–68  | 75–73  | 85–71  | 75–83  | 93–74 |
| Bayern Múnich             | 75–76  | 81–78   | 73–84 | —      | 92–79 | 87–80 | 81–83  | 62–74  | 76–72   | 98–89  | 81–84  | 71–82 | 84–68  | 71–82  | 64–68  | 97–92  | 91–84  | 80–83 |
| Cazoo Baskonia            | 93–87  | 114–111 | 78–85 | 78–53  | —     | 92–75 | 78–62  | 92–69  | 120–100 | 116–87 | 93–102 | 92–97 | 95–90  | 103–96 | 92–86  | 114–75 | 90–79  | 93–73 |
| Crvena zvezda mts         | 72–87  | 94–75   | 94–99 | 78–72  | 74–63 | —     | 67–71  | 91–89  | 71–67   | 69–68  | 92–68  | 87–79 | 75–77  | 78–79  | 59–79  | 92–73  | 83–74  | 77–73 |
| EA7 Emporio Armani Milan  | 74–80  | 51–80   | 84–76 | 99–74  | 89–83 | 74–68 | —      | 72–82  | 73–79   | 71–77  | 79–71  | 83–62 | 78–76  | 76–62  | 77–83  | 90–79  | 59–64  | 61–66 |
| Fenerbahçe Beko           | 101–86 | 103–86  | 81–73 | 79–71  | 70–76 | 93–79 | 75–82  | —      | 84–63   | 86–71  | 98–94  | 73–93 | 107–77 | 72–73  | 71–85  | 79–77  | 104–72 | 87–79 |
| LDLC ASVEL                | 79–91  | 89–90   | 75–82 | 74–75  | 87–61 | 60–76 | 62–69  | 91–77  | —       | 67–85  | 75–84  | 77–75 | 82–86  | 91–87  | 71–75  | 79–83  | 64–77  | 76–93 |
| Maccabi Playtika Tel Aviv | 87–74  | 80–72   | 79–86 | 90–82  | 93–79 | 86–89 | 85–66  | 78–74  | 88–69   | —      | 78–70  | 90–84 | 85–74  | 90–81  | 100–96 | 84–68  | 111–80 | 84–83 |
| AS Monaco                 | 92–89  | 95–92   | 63–69 | 80–79  | 79–74 | 85–77 | 101–88 | 93–96  | 87–75   | 86–67  | —      | 64–60 | 84–70  | 84–88  | 91–95  | 90–79  | 81–68  | 84–82 |
| Olympiacos                | 86–76  | 76–70   | 77–70 | 102–74 | 86–78 | 86–90 | 82–66  | 94–67  | 81–55   | 95–89  | 76–81  | —     | 81–73  | 87–58  | 73–60  | 82–83  | 117–71 | 90–80 |
| Panathinaikos             | 84–88  | 82–87   | 74–88 | 86–76  | 98–83 | 75–66 | 90–77  | 88–94  | 77–58   | 88–86  | 80–83  | 71–95 | —      | 89–91  | 68–71  | 91–92  | 88–85  | 89–65 |
| Partizan Mozzart Bet      | 88–74  | 82–79   | 80–89 | 83–77  | 83–65 | 73–76 | 75–80  | 94–97  | 92–71   | 96–88  | 100–80 | 90–75 | 83–81  | —      | 104–90 | 96–100 | 90–62  | 87–76 |
| Real Madrid               | 90–72  | 94–85   | 91–86 | 79–67  | 81–85 | 72–56 | 91–87  | 90–75  | 92–73   | 98–65  | 94–95  | 87–89 | 83–68  | 105–97 | —      | 95–91  | 91–95  | 96–69 |
| Valencia Basket           | 87–73  | 81–71   | 84–83 | 82–73  | 71–81 | 75–77 | 84–88  | 82–80  | 76–77   | 93–94  | 89–84  | 85–92 | 94–91  | 89–81  | 73–80  | —      | 79–68  | 76–80 |
| Virtus Segafredo Bologna  | 85–76  | 80–85   | 75–92 | 66–63  | 88–83 | 84–72 | 89–84  | 92–88  | 79–84   | 78–73  | 66–83  | 83–85 | 74–64  | 79–88  | 79–96  | 89–59  | —      | 77–87 |
| Žalgiris                  | 88–81  | 60–86   | 73–72 | 75–67  | 79–75 | 71–66 | 71–62  | 86–66  | 85–67   | 68–67  | 79–70  | 72–74 | 67–81  | 74–88  | 81–72  | 95–74  | 68–65  | —     |

## Playoffs
Las series de playoffs son al mejor de cinco. El primer equipo en ganar tres juegos gana la serie. Se utiliza un formato 2–2–1: los equipos con ventaja de local juegan los partidos 1, 2 y 5 en casa, mientras que sus oponentes organizan los partidos 3 y 4. Los juegos 4 y 5 solo se juegan si es necesario. Los cuatro equipos ganadores avanzan a la Final Four.
|}}
| Equipo 1    | Series | Equipo 2                  | 1.er partido | 2.º partido | 3.er partido | 4.º partido | 5.º partido |
| ----------- | ------ | ------------------------- | ------------ | ----------- | ------------ | ----------- | ----------- |
| Olympiacos  | 3–2    | Fenerbahçe Beko           | 79–68        | 78-82       | 72-71        | 69-73       | 84-72       |
| AS Monaco   | 3–2    | Maccabi Playtika Tel Aviv | 67–79        | 86-74       | 83-78        | 69-104      | 97-86       |
| Real Madrid | 3–2    | Partizan Mozzart Bet      | 87–89        | 80–95       | 82-80        | 85-78       | 98-94       |
| Barcelona   | 3–0    | Žalgiris                  | 91–69        | 89-81       | 77-66        | -           | -           |

### Final Four

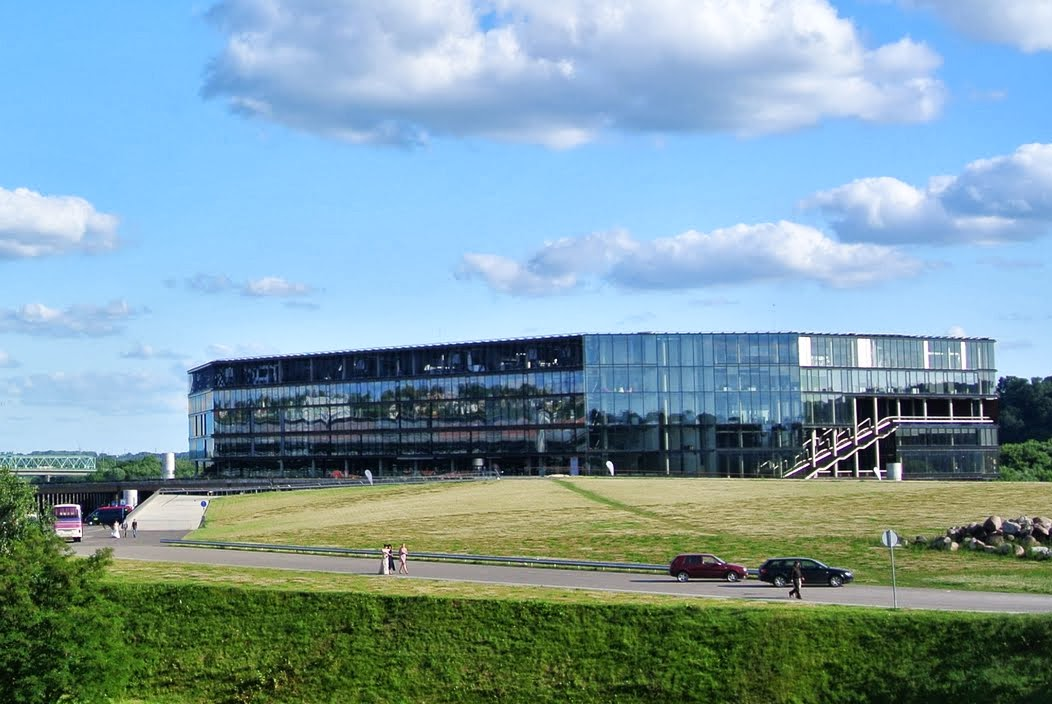
Žalgirio Arena en Kaunas, Lituania

La Final Four es la etapa culminante de la Euroliga 2022-23, y se celebra en mayo de 2023. La Final Four cuenta con los cuatro ganadores de las cuatro series de Playoffs en un torneo a partido único por eliminación. Los perdedores de las semifinales juegan por el tercer puesto y cuarto puesto y los ganadores pelean por el campeonato. Las semifinales se disputan el 19 de mayo y la final el 21 de mayo. Todos los partidos se juegan en el Žalgiris Arena, en Kaunas, Lituania.
|  | Semifinales  | Semifinales  | Semifinales |             |            | Final        | Final        | Final        |  |
|  | 19 de mayo   | 19 de mayo   | 19 de mayo  |             |            | 21 de mayo   | 21 de mayo   | 21 de mayo   |  |
|  |              |              |             |             |            |              |              |              |  |
|  |              |              |             |             |            |              |              |              |  |
|  | Olympiacos   | Olympiacos   | 76          |             |            |              |              |              |  |
|  | Olympiacos   | Olympiacos   | 76          |             |            |              |              |              |  |
|  | AS Mónaco    | AS Mónaco    | 62          |             |            |              |              |              |  |
|  | AS Mónaco    | AS Mónaco    | 62          |             | Olympiacos | Olympiacos   | 78           |              |  |
|  |              |              |             |             | Olympiacos | Olympiacos   | 78           |              |  |
|  |              |              | Real Madrid | Real Madrid | 79         |              |              |              |  |
|  | Real Madrid  | Real Madrid  | Real Madrid | Real Madrid | 79         | 78           |              |              |  |
|  | Real Madrid  | Real Madrid  |             |             |            | 78           |              |              |  |
|  | FC Barcelona | FC Barcelona | 66          |             |            | Tercer lugar | Tercer lugar | Tercer lugar |  |
|  | FC Barcelona | FC Barcelona | 66          |             |            | Tercer lugar | Tercer lugar | Tercer lugar |  |
|  |              |              |             |             |            |              |              |              |  |
|  |              |              |             |             |            | AS Mónaco    | AS Mónaco    | 78           |  |
|  |              |              |             |             |            | AS Mónaco    | AS Mónaco    | 78           |  |
|  |              |              |             |             |            | FC Barcelona | FC Barcelona | 66           |  |
|  |              |              |             |             |            | FC Barcelona | FC Barcelona | 66           |  |
|  |              |              |             |             |            |              |              |              |  |

## Galardones
Se listan los galardones oficiales de la Euroliga 2022–23.

### Jugador de la jornada
Liga regular
| Jornada | Jugador              | Equipo                    | Val. | Ref.   |
| ------- | -------------------- | ------------------------- | ---- | ------ |
| 1       | Maik Kotsar          | Cazoo Baskonia            | 31   | [ 38 ] |
| 2       | Sasha Vezenkov       | Olympiakos                | 37   | [ 39 ] |
| 3       | Luke Sikma           | ALBA Berlin               | 33   | [ 40 ] |
| 4       | Mike James           | AS Monaco                 | 29   | [ 41 ] |
| 4       | Nicolò Melli         | EA7 Emporio Armani Milan  | 29   | [ 41 ] |
| 4       | Sasha Vezenkov (2)   | Olympiakos                | 29   | [ 41 ] |
| 5       | Lorenzo Brown        | Maccabi Playtika Tel Aviv | 33   | [ 42 ] |
| 6       | Džanan Musa          | Real Madrid               | 31   | [ 43 ] |
| 7       | Chris Jones          | Valencia Basket           | 33   | [ 44 ] |
| 7       | Johnathan Motley     | Fenerbahçe Beko           | 33   | [ 44 ] |
| 8       | Sasha Vezenkov (3)   | Olympiakos                | 43   | [ 45 ] |
| 9       | Džanan Musa (2)      | Real Madrid               | 32   | [ 46 ] |
| 10      | Sasha Vezenkov (4)   | Olympiakos                | 34   | [ 47 ] |
| 11      | Vasilije Micić       | Anadolu Efes              | 31   | [ 48 ] |
| 12      | Dwayne Bacon         | Panathinaikos             | 28   | [ 49 ] |
| 12      | Pierriá Henry        | Cazoo Baskonia            | 28   | [ 49 ] |
| 13      | Bojan Dubljević      | Valencia Basket           | 35   | [ 50 ] |
| 14      | Brandon Davies       | EA7 Emporio Armani Milan  | 30   | [ 51 ] |
| 15      | Keenan Evans         | Žalgiris                  | 39   | [ 52 ] |
| 16      | Élie Okobo           | AS Monaco Basket          | 35   | [ 53 ] |
| 17      | Filip Petrušev       | KK Crvena Zvezda          | 36   | [ 54 ] |
| 18      | Edy Tavares          | Real Madrid               | 35   | [ 55 ] |
| 19      | Johnathan Motley (2) | Fenerbahçe Beko           | 38   | [ 56 ] |
| 20      | Wade Baldwin         | Maccabi Playtika Tel Aviv | 35   | [ 57 ] |
| 21      | Darius Thompson      | Cazoo Baskonia            | 36   | [ 58 ] |
| 22      | Will Clyburn         | Anadolu Efes              | 27   | [ 59 ] |
| 23      | Nigel Hayes          | Fenerbahçe Beko           | 37   | [ 60 ] |
| 24      | Sasha Vezenkov (5)   | Olympiakos                | 40   | [ 61 ] |
| 25      | Marko Gudurić        | Fenerbahçe Beko           | 35   | [ 62 ] |
| 26      | Will Clyburn (2)     | Anadolu Efes              | 32   | [ 63 ] |
| 27      | Dante Exum           | Partizan Mozzart Bet      | 33   | [ 64 ] |
| 28      | Gabriel Deck         | Real Madrid               | 26   | [ 65 ] |
| 28      | Chima Moneke         | AS Monaco                 | 26   | [ 65 ] |
| 29      | Džanan Musa (3)      | Real Madrid               | 38   | [ 66 ] |
| 30      | Guerschon Yabusele   | Real Madrid               | 30   | [ 67 ] |
| 31      | Maik Kotsar (2)      | Cazoo Baskonia            | 40   | [ 68 ] |
| 31      | Georgios Papagiannis | Panathinaikos             | 40   | [ 68 ] |
| 32      | Thomas Walkup        | Olympiacos                | 32   | [ 69 ] |
| 33      | Darius Thompson (2)  | Cazoo Baskonia            | 36   | [ 70 ] |
| 34      | Daniel Hackett       | Virtus Segafredo Bologna  | 36   | [ 71 ] |

### Jugador del mes
| Mes       | Semana | Jugador            | Equipo                    | Ref.   |
| 2022      | 2022   | 2022               | 2022                      | 2022   |
| --------- | ------ | ------------------ | ------------------------- | ------ |
| Octubre   | 1–5    | Mike James         | AS Monaco                 | [ 72 ] |
| Noviembre | 6–10   | Sasha Vezenkov     | Olympiacos                | [ 73 ] |
| Diciembre | 11–16  | Luca Vildoza       | Crvena Zvezda Meridianbet | [ 74 ] |
| 2023      |        |                    |                           |        |
| Enero     | 17–21  | Augustine Rubit    | Bayern Múnich             | [ 75 ] |
| Febrero   | 22–25  | Sasha Vezenkov (2) | Olympiacos                | [ 76 ] |
| Marzo     | 26–32  | Wade Baldwin       | Maccabi Playtika Tel Aviv | [ 77 ] |